# أنتوني روبلس
أنتوني روبلس (بالإنجليزية: Anthony Robles)‏ هو مصارع هاوي أمريكي، ولد في 20 يوليو 1988.